# Trochocercus nitens
El monarca brillante (Trochocercus nitens) es una especie de ave paseriforme de la familia Monarchidae propia de África occidental y central.

## Distribución y hábitat
Se lo encuentra en la selva tropical africana.
Su hábitat natural son los bosques bajos húmedos subtropicales o tropicales.